# Jamie McMenemy
Jamie McMenemy, né à Glasgow en 1952, est un chanteur et musicien écossais, joueur de bouzouki. Il est un grand interprète de chants et musiques écossaises. Il a fait partie des groupes Battlefield Band, Djiboudjep, Kornog, Orion, Taxi Mauve, Pennoù Skoulm… Il a également joué en compagnie de Soïg Sibéril, Jean-Michel Veillon, Christian Lemaître, Fred Morrison, Gérard Delahaye…

## Biographie
Jamie Mc Menemy est reconnu pour la virtuosité de ses arrangements au bouzouki (version moderne d’un instrument à cordes populaire en Écosse
au XVIIe siècle inspiré de l'ancien cistre anglais) et ses interprétations de chansons traditionnelles, notamment du poète écossais Robert Burns. Pendant ses études à l'École des Beaux Arts de Glasgow, il commence à jouer dans plusieurs groupes de musique traditionnelle. En 1976, il devient musicien professionnel au sein du groupe écossais Battlefield Band. Au cours de ses tournées européennes au sein du groupe, il découvre la Bretagne dès 1976 et a un véritable coup de foudre pour la région où il décide de s’installer en 1979. En 1981, il enregistre un album solo, War hent Kerrigouarc'h.

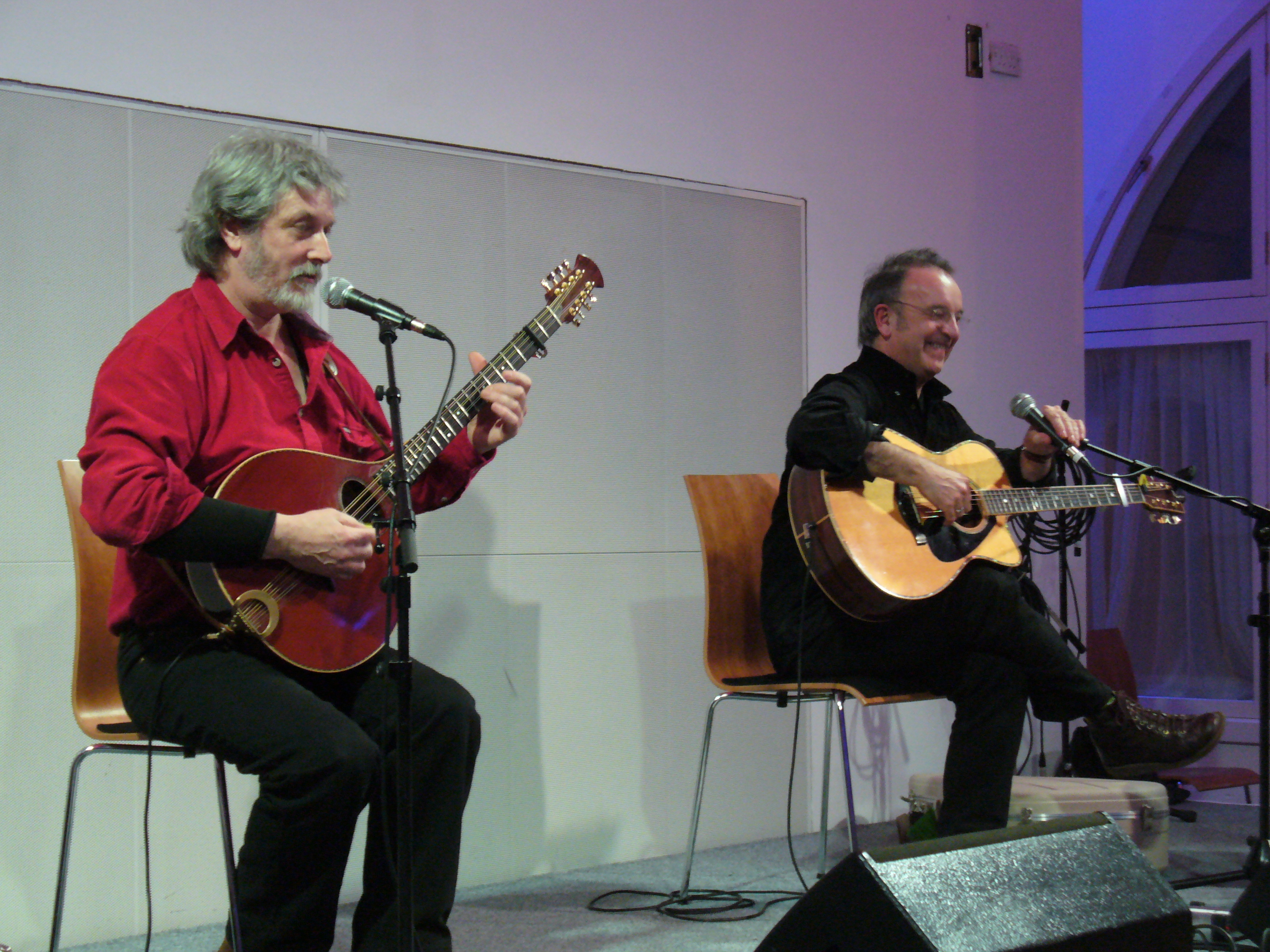
Jamie Mc Menemy et Soïg Sibéril en 2011 aux États-Unis.

Dans les années 1980, il fonde le groupe breton Kornog. Les différentes prestations en Europe et États-Unis le consacrent comme l’un des meilleurs interprètes de sa génération. Après la dissolution en 1987, il s'accorde une pause. Le groupe effectue en 2000 une sixième tournée aux États-Unis avec un cinquième CD. Jamie continue de jouer partout en Europe, notamment en duo avec les anciens membres de Kornog (le flûtiste Jean-Michel Veillon, le guitariste Soïg Sibéril, le violoniste Christian Lemaître). Il poursuit l’enrichissement de son vocabulaire musical au fil des ans et de ses rencontres avec des musiciens et des formations reconnues dans le monde celtique.
De 1978 à 1981 et de 1993 à 1995, il joue avec les chanteurs de Djiboudjep et avec le groupe de fest-noz Pennoù Skoulm. En 1999, il forme un duo avec Jean-Luc Thomas (flûte traversière en bois) puis avec Marc Pollier (uilleann pipes), Davy Maguire (flûtiste irlandais) et le virtuose de la cornemuse écossaise Fred Morrison avec l'enregistrement de l'album Up South. En janvier 2003, ils se produisent tous les deux au festival Celtic Connections à Glasgow
Il fait partie des invités du concert du célèbre poète chanteur et musicien kabyle Lounis Aït Menguellet à la Cité de la musique le 14 décembre 2000. Il collabore à un enregistrement de Lounis Aït Menguellet, à la suite de celui de son fils Djaffar Aït Menguellet.En 2010 il rejoint Avalon Celtic Dances, un spectacle de musique et danse irlandaise, qui tourne pendant plusieurs années, en France essentiellement. Une autre formation en découle, Craic Irish Dance, compagnie qu'il intègre en 2013. En 2013, il participe à la création Kerden en Awel du trio Joa d'Armel An Héjer et enregistre avec eux un album. En 2013-2014, il participe aux concerts des 30 ans du groupe écossais Capercaillie.
La rencontre avec le guitariste Bernard Bizien lui permet la concrétisation d’un projet mettant en vedette sa vision de la chanson écossaise. Rejoints en 2009 par Malo Carvou à la flûte traversière en bois et Ronan Bléjean à l’accordéon pour une soirée éphémère, la formation devient une évidence. En 2011, le concert du groupe en première partie de Nolwenn Leroy pour la Saint Patrick à Brest est retransmis sur France 3. Le quartet enregistre en janvier 2012 un CD pour Keltia Musique.
Ses deux anciennes formations, Kornog et Pennou Skoulm, se réunissent en 2016 sous le nom Breton Blend afin de réaliser une tournée (Celtic Connections en janvier 2016, Vieilles Charrues, Interceltique de Lorient).
Il a enregistré une douzaine de disques et est souvent invité en tant que musicien d'accompagnement.

## Discographie
- 1976 : Battlefield Band – Scottish Folk
- 1978 : Battlefield Band  – At the Front
- 1977 : Djiboudjep - Chants de Marins (Arfolk)
- 1980 : The Road to Kerrigouarch
- 1982 : Battlefield Band  – The Story So Far
- 1983 : Kornog – Kornog
- 1984 : Kornog – Premiere
- 1985 : Kornog – On Seven Winds
- 1987 : Kornog - IV
- 2001 : Kornog – Korong
- 2003 : Fred Morrison - Up South
- 2003 : Fred Morrisson & Jamie McMenemy – Up South
- 2012 : Jamie McMenemy 4 (Keltia Musique)

### Participations
- 1974 : Mikaël Yaouank - Chants de Marins
- 1991 : Kemia - Kemia (Escalibur)
- 1994 : Skolvan - Swing & Tears
- 1998 : Kerden - Cordes de Bretagne (Gwerz Pladenn, Coop Breizh)
- 1998 : The Complete Songs Of Robert Burns
- 1999 : Jean-Michel Veillon - Er Pasker
- 2009 : Soïg Sibéril -  Botcanou (Coop Breizh)
- 2010 : Lounis Aït Menguellet - Tawriqt Tacebḥant
- 2013 : Joa, Joa Armel an Héjer